# Hrvatska katolička udruga
 Ovo je glavno značenje pojma Hrvatska katolička udruga. Za druga značenja pogledajte Hrvatska katolička zajednica (SAD).
Hrvatska katolička udruga, odnosno Hrvatska katolička zajednica naziv je za političku stranku koja je početkom 20. stoljeća djelovala u Bosni i Hercegovini, tada u sastavu Austro-Ugarske. Vođa joj je bio rimokatolički nadbiskup vrhbosanski dr. Josip Stadler, a okupljala je pretežno hrvatsko stanovništvo. Bila je bliska Čistoj stranci prava u Hrvatskoj te se je zalagala za ujedinjenje BiH s Hrvatskom, u sastavu Austro-Ugarske.
Zbog toga je Hrvatska katolička udruga došla u oštar sukob s muslimanskom strankom MNO-om, kao i sa srpskom strankom SNO-om, koje su, svaka iz svojih razloga, tražila više autonomije za BiH. Međutim najveći problem stranke bio je taj što nije imala bazu među samim bosanskohercegovačkim Hrvatima. To se je odrazilo na izborima za Bosanski sabor 1910. godine, na kojima je Hrvatska katolička udruga osvojila manje hrvatskih mandata od Hrvatske narodne zajednice, koju je osnovao dotadašnji Stadlerov suradnik i bivši pravaš Ivo Pilar.
Bila je sastavnica Svepravaške organizacije (1911. – 1913.).

## Također pogledajte
- Pravaštvo u Bosni i Hercegovini
- Politički katolicizam
- Hrvatska kršćansko-socijalna stranka prava
- Čista stranka prava (Dalmacija)